# Rotla
Rotla – rzeka w Trøndelag w Norwegii o długości 40 km. Swój bieg rozpoczyna w gminie Meråker w okręgu Nord-Trøndelag pobliżu góry Fongen. Przepływa przez Park Narodowy Skarvan i Roltdalen. Uchodzi do Nei w pobliżu Stokkan w gminie Selbu w okręgu Sør-Trøndelag, 15 km w górę od ujścia Nei do jeziora Selbusjøen. Rotla jest częścią sieci rzecznej Nea-Nidelvvassdraget.